# Expirație
Expirația este considerată un act fiziologic pasiv, efect al creșterii presiunii intra-alveolare, cu 2–4 mm Hg peste cea atmosferică, sub influența revenirii cutiei toracice la volumul inițial, în urma încetării acțiunii mușchilor inspiratori. Expirația normală are și o componență activă, în sensul participării mușchilor intercostali interni la coborârea coastelor. Expirația poate fi împinsă mai departe, adică forțată, sub acțiunea mușchilor abdominali. Volumul inițial al plamânului se restabilește în cursul expirației, pe seama țesutului său elastic. Mișcările de inspirație și expirație se succedă în mod ritmic, fără pauză, inspirația fiind mai scurtă decât expirația (raport 1/2).